# いたいけな彼女
『いたいけな彼女』（いたいけなかのじょ）は、ZEROより2003年10月24日に発売されたアダルトゲーム。2010年4月30日には、廉価なダウンロード版が発売された。

## ストーリー
主人公・秋吉拓巳は、悪友の緒方・岩田との罰ゲームで、クラスのいじめられっ子・七瀬ほのかに告白し、交際することになった。実は拓巳は両親の都合で2週間後には海外に転居することになっている。それまでの間、ほのかをいじめるか優しくするかは、プレイヤー次第である(もっとも、可能な限りほのかに優しくしたとしてもハッピーエンドとは言い難い結末を迎える)。

## 登場人物
秋吉拓巳
主人公の学生。裕福な家庭で育つが、両親は別居の末に離婚。そのこともあってか、万事に対して冷めている。現在は父親の援助で一人暮らし中。
七瀬ほのか
声優：田中美智
本作のヒロイン。拓巳のクラスメイト。気が弱くトロくてドジないじめられっ子。幼い頃に両親が離婚し、母親に引き取られるも、母と養父に虐待され続けた末、どちらからも捨てられてしまう。
緒方寛之
拓巳の悪友。内心では拓巳を嫌っている。不良の先輩たちとつるんでいる。
岩田洋介
拓巳の悪友。緒方とは逆に拓巳には友人として接している。
桜木恵
拓巳のクラスメイト。ほのかいじめの中心格。
飯島亜紀子
拓巳のクラスメイト。桜木の相方。
川上恵美子
ほのかの叔母。ほのかを引き取り育てている。ほのかとは正反対の性格の姉御肌で、ほのかが心許している数少ない相手だが、正反対の性格ゆえに、すれ違っているところもある。
志づ香
拓巳が実家にいた頃のメイド。雰囲気がどこかしら、ほのかに似ている。

## 主題歌
オープニングテーマ「向日葵」
作詞・歌：ましろゆき / 作曲・編曲：おおしまとしひこ
挿入歌「ひだりてみぎて」
作詞・作曲・歌：ましろゆき / 編曲：おおしまとしひこ

## 反響

### 評価
本作のヒロインである七瀬ほのかは、Getchu.comの美少女ゲーム大賞のキャラクター部門の11位にランクインした。

## 関連商品

### カードゲーム
Lycee
シルバーブリッツのカードゲーム、Lyceeに参戦している。収録エキスパンションは、VisualArt's3.0など。